# ویتن (مریلند)
ویتن (به انگلیسی: Wheaton) شهری در ایالت مریلند کشور ایالات متحده آمریکا است که جمعیت آن در سرشماری سال ۲۰۱۰ میلادی، ۴۸٬۲۸۴ نفر بوده‌است.